# Port-de-Bouc
Port-de-Bouc je obec na jihu Francie. Leží u ústí plavebního kanálu Caronte. Nachází se deset kilometrů západně od obce Martigues a 45 kilometrů západně od města Marseille. Podle sčítání obyvatel v roce 2008 zde žilo 17 207 lidí. První zmínka o obci pochází z roku 1147.